# Candy (företag)
För andra betydelser, se Candy (olika betydelser).

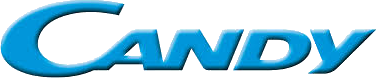
Logo

Candy eller Candy Group (grundat av Eden Fumagalli 1945) är ett privatägt italienskt industriföretag, som helt kontrolleras av familjen Fumagalli.
Candykoncernen bedriver verksamhet främst med vitvaror och är bland de största tillverkarna i Europa. Gruppen äger ett antal kända varumärken, såsom Candy, Hoover, Rosieres och Zero Watt och andra. Koncernen äger fabriker i länder som Tjeckien, Frankrike, Italien, Ryssland, Spanien och Storbritannien och andra.